# (36117) 1999 RD135
1999 RD135 (asteroide 36117) é um asteroide da cintura principal. Possui uma excentricidade de 0.11783000 e uma inclinação de 11.36962º.
Este asteroide foi descoberto no dia 9 de setembro de 1999 por LINEAR em Socorro.